# Terhofstede
Terhofstede est un hameau appartenant à la commune néerlandaise de L'Écluse, situé dans la province de la Zélande.
Terhofstede est situé au sud de Retranchement.